# Prostitución en España

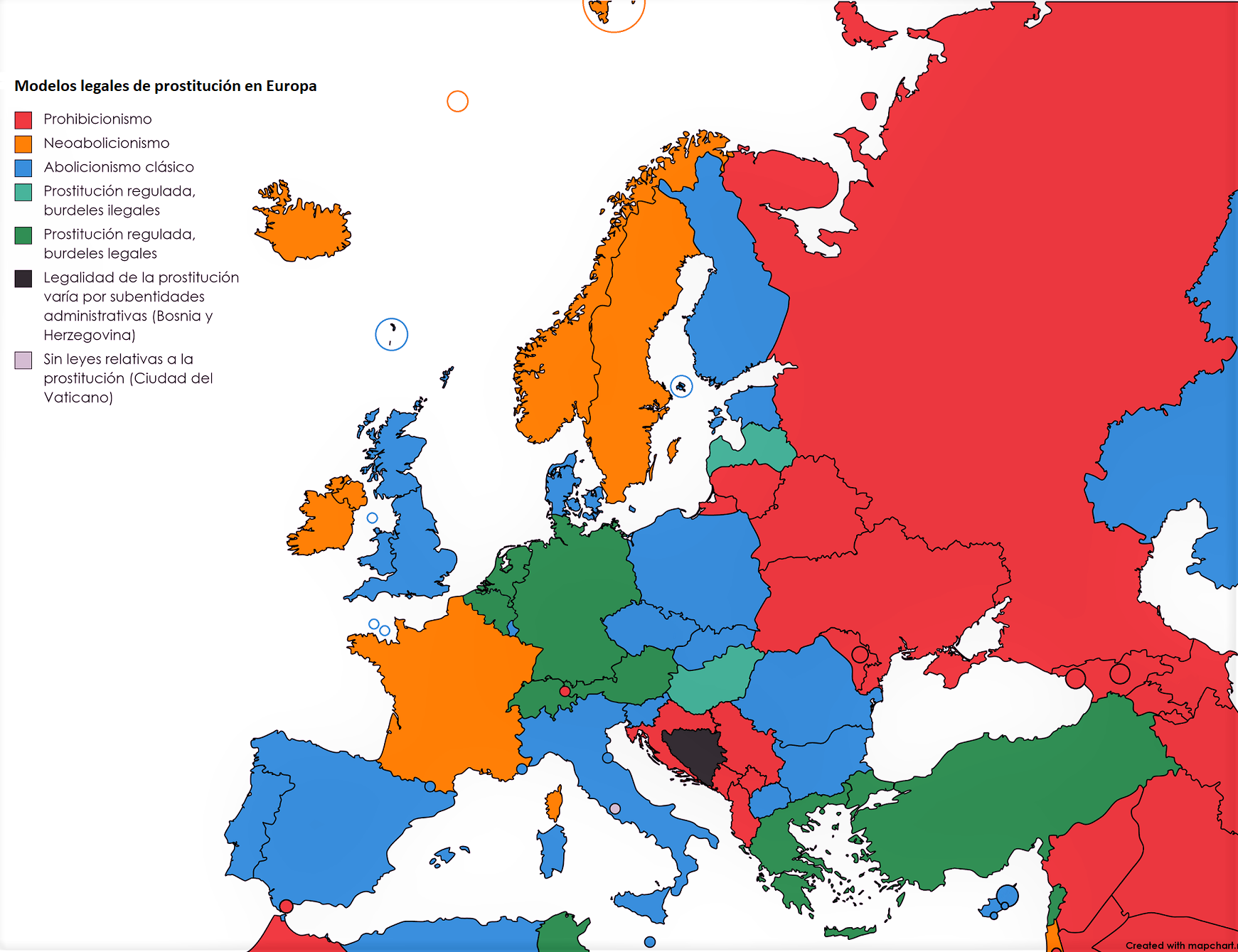
Prostitución en Europa. En azul, el modelo abolicionista (prostitución alegal o legal, pero la involucración de terceras personas (como proxenetas o regentes de burdeles) es ilegal; prostitución sin regular), al que pertenece España.

La prostitución en España no está regulada por una ley concreta, pero existen algunas actividades relacionadas como el proxenetismo que son ilegales, si bien la prostitución en sí no es ilegal. Para algunos expertos se encontraría en un estado alegal. Además existen leyes que protegen a los menores de este tipo de actividades o las personas con discapacidad psicosocial.

## Estado legal
La prostitución aún no ha sido descriminalizada. La prostitución en sí no está prohibida en el Código Penal Español, pero sí la explotación así como el proxenetismo.
El único artículo en el Código que trata específicamente la prostitución de adultos es el artículo 187, el cual prohíbe expresamente el proxenetismo:

1. El que determine, empleando violencia, intimidación o engaño, o abusando de una situación de superioridad o de necesidad o vulnerabilidad de la víctima, una persona mayor de edad a ejercer la prostitución o a mantenerse en ella, será castigado con las penas de prisión de dos a cuatro años y multa de 12 a 24 meses. En la misma pena incurrirá el que se lucre explotando la prostitución de otra persona, aun con el consentimiento de la misma.

Poseer un establecimiento donde se ejerce la prostitución es en sí legal, pero el dueño no puede obtener beneficio económico de la prostituta o contratar una persona para vender sexo porque la prostitución no es considerada un trabajo y no tiene un reconocimiento legal.

### Gobiernos locales
Los gobiernos locales difieren en sus aproximaciones a ambos sectores: interior y exterior, normalmente en respuesta a grupos de presión comunitaria, y basado en el principio de 'seguridad pública'.
La mayoría de sitios no regulan prostitución, pero existen excepciones, como el gobierno de Cataluña que ofrece licencias para personas "para reunir personas para practicar prostitución". Estas licencias son utilizadas por los dueños de burdeles para abrir 'clubes', donde la prostitución tiene lugar (las mujeres son "reunidas" para trabajar con la premisas de no ser empleadas por el dueño). 
Algunos municipios están imponiendo multas para prostitución de calle. Desde 2011 el Ayuntamiento de Sevilla multa a los clientes de prostitución callejera y asiste a las personas que se encuentran ejerciendo. En 2019 se propuso una ordenanza para Madrid, pero fue rechazada alegando exceder competencias del ayuntamiento. En Barcelona existe una ordenanza desde 2005 que multa tanto a clientes como a las personas que ejercen, aunque ha tenido poco éxito para disminuir la prostitución. En 2017 se llegó al acuerdo de no multar a los que ejercen la prostitución.

## Política

### Historia
La prostitución fue tolerada en España durante el periodo medieval, hasta el siglo XVII y el reinado de Felipe IV (1621-1665) el cual decretó en 1623 el cierre de mancebías (burdeles) forzando a las mujeres a ejercer fuera a la calle, una decisión muy impopular, pero quedando vigente hasta bien entrado el siglo XIX. En el reinado de Isabel II (1843-1868) se introdujo una nueva regulación, en primer lugar en ciudades, las Disposiciones de Zaragoza (1845) y el  Reglamento para la represión de los excesos de la prostitución en Madrid (1847), seguido por el Código Penal de 1848. (Guerena 2003, 2008)
En 1935 durante la Segunda República la prostitución estuvo prohibida. Una vez se estableció la dictadura franquista (1939-1975) la ley quedó abolida (1941). En 1956 se volvió a declarar tráfico ilícito la prostitución. España se convertía en abolicionista oficialmente el 18 de junio de 1962, cuando se celebró en 1949 la Convención para la supresión del tráfico en personas y de la explotación de la prostitución por otros auspiciada por la ONU, siendo ratificada por España, y aplicada por el Decreto 168 del 24 de enero de 1963 que modificó el Código Penal según la Convención. En teoría, esta ley conforme a la convención, contemplaba a los trabajadores sexuales como víctimas de explotación sexual y defendía el castigo de sus explotadores más que a los propios trabajadores, y rechazaba distinguir entre trabajo sexual voluntario y coaccionado.
Aun así, había incongruencias, cuando las prostitutas eran de hecho tratadas más como delincuentes: por el Decreto 16/1970 del 4 agosto (Ley de peligrosidad y rehabilitación social) las prostitutas se declararon personas de otras clases, como demonios sociales y podían ser confinadas en centros especiales de integración o perdón para vivir en determinadas áreas. En la práctica sin embargo la prostitución era habitualmente ignorada y tolerada.
A pesar de que la democracia fue restaurada en 1975, no se revisó el Código Penal hasta 1995 en el cual la mayoría de las leyes que repelían la prostitución fueron abolidas, excepto aquellas relativas a menores y personas con problemas mentales. Revisiones posteriores en 1999 se dirigieron a penalizar el tráfico de personas y en el 2000 la ley de Inmigración siguió otros precedentes europeos de ayuda a víctimas de tráfico dándoles asilo si colaboraban.

#### Debate sobre la abolición o regulación
La opinión pública se encuentra profundamente dividida en España sobre la prostitución, y la reforma legal ha sido un tema aparcado durante mucho tiempo. En 2021 el presidente del gobierno Pedro Sánchez adelantó que trabajarían para crear una ley abolicionista. Dentro del bloque de partidos de izquierda existe consenso entre los abolicionistas sobre la prostitución. En principio el Partido Socialista se ha mostrado abolicionista. Unidas Podemos también ha apoyado la abolición conjuntamente con reformas en la ley de Extranjería. Ciudadanos, en contra, se ha mostrado a favor de regularla. El Partido Popular también se muestra proclive a acabar con la prostitución, pero no presenta ninguna medida concreta. 
Existen asociaciones de trabajadores del sexo que defienden la regulación, mientras que otros defienden que sería otra forma explotación de mujeres como Malostratos. La falta de una determinación sobre el problema, a diferencia de otros países, hace que España se convierta en un reducto para el ejercicio de la prostitución, a lo que la prensa ha llegado a titular: "El nuevo burdel de Europa".

### Política pública
Los instrumentos claves por orden de importancia son el Código Penal (1822-) y la ley de Extranjería del 2000.

## Trabajadores emigrantes
Según un estudio de 2009, el 90 % de trabajadores de sexo son inmigrantes. De todos los países estudiados, sólo Italia tuvo una proporción de trabajadores emigrantes en nivel comparable.
Aproximadamente el 80 % de éstos era de origen hispanoamericano (principalmente de Ecuador, Colombia y la República Dominicana). Aun así, la situación está cambiando rápidamente a causa de la llegada de inmigrantes europeos orientales (principalmente Rumanía y Bulgaria) quién ahora representan el 25 % comparado con 50 % de Latinoamérica, bajo el contexto de la inmigración a España. (hay también un considerable tráfico en la frontera entre España y Portugal y Francia). Igualmente, más de un 80 % de los trabajadores nacionales españoles trabajan fuera del país, principalmente por necesidad.
Como en otros países de Europa Occidental,  hay preocupación sobre la presencia de trabajadores emigrantes en las calles y se denuncia que muchos de ellos están coaccionados. En 2008 el Gobierno español anunció planes para ayudar a mujeres que hayan sido víctimas de tráfico. organizaciones trabajando con mujeres emigrantes, incluyendo Proyecto Esperanza y refugios como IPSSE (Instituto para la Promoción de Servicios Especializados).
De 2012 a septiembre de 2013, 544 prostitutas fueron identificadas en 138 inspecciones en burdeles como prostitutas asiáticas solo en Barcelona. El 30 de noviembre de 2012, una mujer de Paraguay, 34 años, fue arrestada en Cuenca, trabajando en un burdel con su hija.

## Asociaciones
Las organizaciones que trabajan con trabajadores de sexo en España incluyen APRAMP (Asociación para la Prevención, Reinserción y Atención de la Mujer Prostituida), mientras organizaciones de defensa de derechos de los trabajadores del sexo incluyen Hetaira (Madrid), así como organizaciones regionales como SICAR Asturias, AMTTTSE (Asociación de Mujeres, Transexuales y Travestis como Trabajadoras Sexuales en España, Málaga) y CATS (Comité de Apoyo a las Trabajadoras del Sexo, Murcia).
Los trabajadores del sexo español continúan preocupados sobre su carencia de protección y en julio de 2011 realizaron una petición a la ministra de Sanidad (Leire Pajín) para cambiar esta situación.
Una manifestación se realizó para 6 de noviembre de 2011 en Madrid, y se emitió un comunicado sobre sus demandas.

## La prostitución en la cultura española

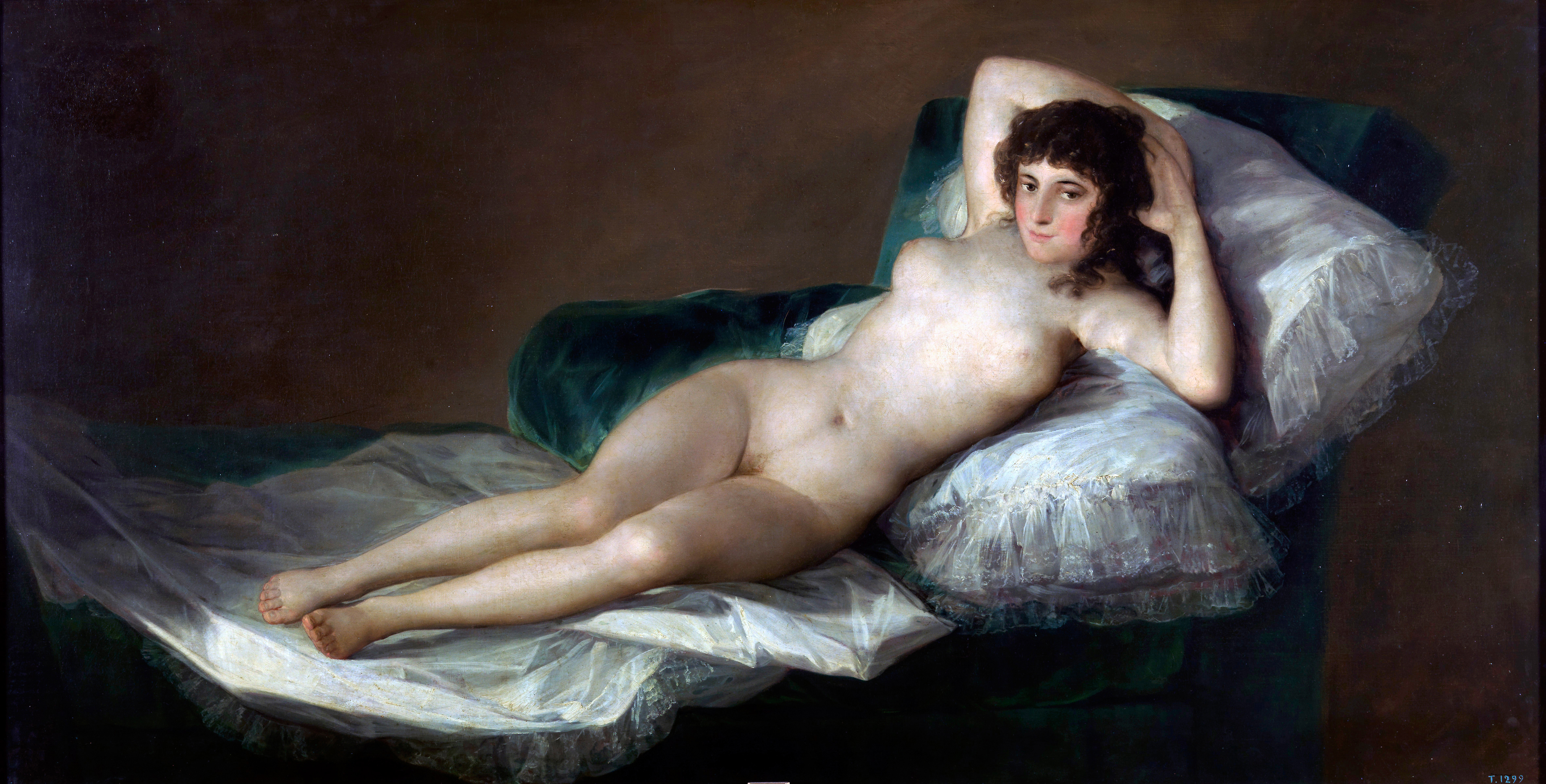
La Maja Desnuda c. 1800, aceite encima tela, 98 * 191 cm (38.58 * 75.2 en), Prado, Madrid

El pintor Francisco de Goya (1746-1828) frecuentemente comentaba la situación sobre la prostitución en la alta sociedad española de la época, satirizando el papel de la iglesia, que actuaba en beneficio propios. Más conocidos son además sus polémicos retratos de Majas.
Otros ejemplos de pintores que retrataron la prostitución son Murillo Cuatro Figuras en un Paso y Picasso con Les Demoiselles d'Avignon.
En literatura, Cervantes habla de la prostitución en Don Quijote, y el tema se encuentra por todas partes en la literatura española de los siglos XIX y XX.

## Otras fuentes
- Rosemary Barbaret: Victimología y Prostitución UCLM 1995 Archivado el 7 de marzo de 2012 en Wayback Machine.
- Celia Valente: La política de prostitución: el movimiento de Las Mujeres, Feminismo Estatal y Debates Parlamentarios en Correo-España Autoritaria. Reina Universitario Belfast 2003
- Gemma Nicolás: Planteamientos feministas en torno al trabajo sexual (Jornades Drets Socials i Dones en la Globalització: por una nova ciutadania. Barcelona 2005)
- Rut González: Calidad de vida y necesidades interpersonales en prostitución. Sexologia Integral 2006
- Un Hart. Poder de compra y venta: Antropológico Reﬂections encima Prostitución en España (1998) Boulder, Colorado, Westview Prensa
- GUEREÑA, Jean-Louis. La prostitución en la España contemporánea. Madrid: Marcial Pons, Ediciones de Historia. SA, 2003, revisado por Rafael Alcaide González en REVISTA BIBLIOGRÁFICA DE GEOGRAFÍA Y CIENCIAS SOCIALES (Serie documental de Geo Crítica)Vol. IX, n.º 508, 5 de mayo de 2004
- Neira, Montse. Una mala mujer: La prostitución al descubierto.  Plataforma Editorial SL, Barcelona 2012 144pp. ISBN 978-84-15-11571-7

### Historia
- Lanz, Eukene Lacarra (2002). «Legal and Clandestine Prostitution in Medieval Spain». Bulletin of Hispanic Studies 79: 265-85. doi:10.3828/bhs.79.3.1. : 265@–85. doi:10.3828/bhs.79.3.1.
- ME Perry. Magdalens Y Jezebels en contador-reformation España, en Cultura y control en contador-reformation España, Anne J. Cruz (ed.) U De Prensa de Minnesota, 1992, p. 124ss
- Guereña, JL (1998). «Physicians and prostitution: a project to regulate prostitution in 1809: the 'Exposition' of Antonio Cibat (1771-1811)». Medicina e historia (71): 5-28. PMID 11636945.
- Guereña, JL (1995). «The origins of the regulation of prostitution in contemporary Spain from Cabarrús's proposal (1792) to the Madrid Regulations (1847)». Dynamis (Granada, Spain) 15: 401-41. PMID 11624755.
- Guereña, Jean-Louis (2008). «Prostitution and the Origins of the Governmental Regulatory System in Nineteenth-Century Spain: The Plans of the Trienio Liberal, 1820–1823». Journal of the History of Sexuality 17 (2): 216-34. PMID 19260164. doi:10.1353/sex.0.0000.  doi:10.1353/sexo.0.0000.
- Guereña, JL (1997). «Prostitution, the state, and society in Spain. The regulation of prostitution under the monarchy of Isabel II (1854-1868)». Asclepio 49 (2): 101-32. PMID 11636886.
- Safont, Eva Canaleta; Móra, Joana Maria Pujades (2008). «Medical discourse and municipal policy on prostitution: Palma 1862–1900». Dynamis 28: 275-99. PMID 19230342.
- Harrison, Nikki (2008). «Nuns and Prostitutes in Enlightenment Spain». Journal for Eighteenth-Century Studies 9: 53-60. doi:10.1111/j.1754-0208.1986.tb00121.x. : 53@–60. doi:10.1111/j.1754-0208.1986.tb00121.x.

### Migración
- L Oso. El espacio migratorio nuevo en Europa Del sur: el caso de trabajadores de sexo colombiano en España, en Cruzar Fronteras y Cambiando Fronteras: Género en el movimiento, Umut Erel, Kyoko Shinozaki (eds.) VS Verlag, 2003, p. 207ss
- Oso Casas, Laura (2010). «Money, Sex, Love and the Family: Economic and Affective Strategies of Latin American Sex Workers in Spain». Journal of Ethnic and Migration Studies 36: 47-65. doi:10.1080/13691830903250899. : 47@–65. doi:10.1080/13691830903250899.